# Francisco Hernández de Toledo
Francisco Hernández de Toledo  o de Boncalo ( La Puebla de Montalbán, Toledo; ca. 1514 a 1517-Madrid, 28 de enero de 1587) fue un médico, ornitólogo y botánico español.  Describió por vez primera, entre otros, al Itzcuintlipotzotli.

## Biografía

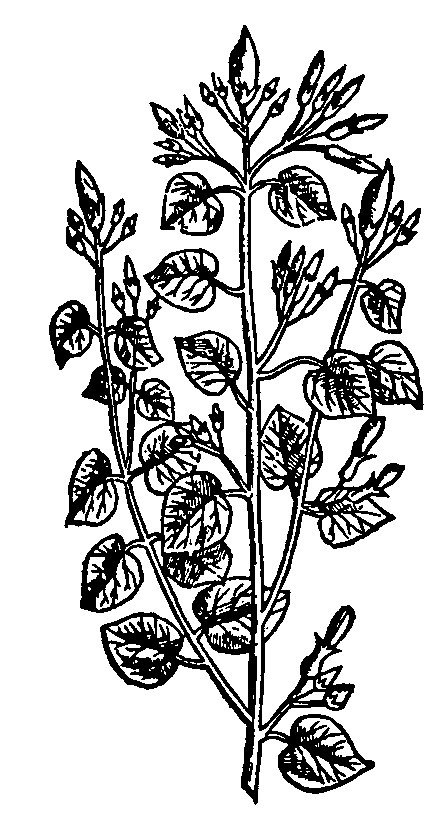
Ilustración de Rivea corymbosa en una edición del Rerum medicarum Novae Hispaniae thesaurus, seu plantarum, animalium, mineralium historia, de la que se atribuye la autoría a Francisco Hernández.

Estudió Medicina en la Universidad de Alcalá y ejerció durante varios años en Toledo y Sevilla. También ejerció en el hospital del monasterio de Guadalupe, una función prestigiosa que además estaba bien remunerada. Volvió a Toledo hacia el año 1565 y pronto fue transferido como médico de la corte.
De una gran formación científica, consagró muchas energías al estudio de la naturaleza. Poseía una sólida formación intelectual y científica y una mentalidad abierta a las novedades. Hubo un aristotelismo marcado en sus estudios sobre la naturaleza.
Fue elegido por Felipe II para dirigir una expedición científica a América centrada especialmente en el territorio de Nueva España: Comisión de Francisco Hernández a Nueva España. Hernández dispuso de 60000 ducados para organizar el viaje. En enero de 1570, el rey le nombra protomédico general de nuestras Indias, islas y tierra firme del mar Océano.
Hernández partió en agosto de 1571, junto con su hijo, y desembarcó en febrero de 1572 en Veracruz. Durante tres años recorrió la Nueva España, especialmente la meseta central. Las notas de sus observaciones no se han conservado. La expedición contaba con un geógrafo, pintores, botánicos y médicos indígenas.
Desde marzo de 1574 y hasta su vuelta a España en 1577, Hernández vivió en la Nueva España donde formó una colección, estudió las prácticas medicinales locales y realizó estudios arqueológicos. Durante estos años formó una considerable colección de plantas secas o no, 38 volúmenes de dibujos y numerosas notas, tres de las cuales están escritas en Náhuatl.
Hernández murió antes de ver su obra publicada. Dado su coste, Felipe II encargó al médico napolitano, Nardi Antonio Recchi, la publicación de una versión abreviada. Los originales se conservaron en la biblioteca de El Escorial pero desaparecieron, seguramente destruidos durante el incendio de 1671. Por tanto, sólo se conocen fragmentos de su inmensa obra. Sucesivos retrasos (el editor murió prematuramente) llevaron a que la obra abreviada no se publicara hasta 1635 y 1651. Una nueva compilación por el médico Casimiro Gómez Ortega, publicada en 1790 y basada en material adicional encontrado en el Colegio Imperial de los Jesuitas de Madrid, fue titulado Francisci Hernandi, medici atque historici Philippi II, Hispan et Indiar. Regis, et totius novi orbis archiatri, opera: cum edita, tum inedita, ad autographi fidem et integritatem expressa, impensa et jussu regio.
Hernández describió 230 especies de aves pero la falta de ilustraciones, que se perdieron, hace su identificación muy difícil. Hernández citó de forma sistemática los nombres en náhuatl a partir de los cuales es posible clasificar las aves.

## Cronología
- 1514 - 1517 (?) o quizás entre 1515 - 1520 (Somolinos), nace Francisco Hernández.
- 1535 - 1537 cursa estudios de medicina y cirugía.
- 1555 explora Andalucía y muestra interés por las plantas medicinales
- 1560 se desempeña como médico del monasterio y del hospital de Guadalupe.
- 1562 - 1568 por estos años escribe su Compendio de Philosophia Moral según Aristóteles (el texto, está incluido en las obras completas publicadas por la UNAM).
- 1567 es nombrado "médico de cámara" en la corte de Felipe II
- 1568, termina la traducción de la Historia Natural de Plinio el Viejo
- 1570 llega a América acompañado de su hijo Juan.
- 1571 - 1576 inicia intensa actividad científica en México, pese a sus problemas económicos
- 1576 envía carta al rey Felipe II, haciendo un resumen de su trabajo y de los métodos empleados. Esta carta formará parte de cuatro libros.
- 1577 Hernández regresa a España
- 1578 continúa puliendo una parte de sus obras, mientras que las que están terminadas las conserva el rey.
- 1580 Felipe II nombra al Dr. Nardo Antonio Recchi como médico de cámara. Recchi se encargaría de revisar y ordenar las obras de Francisco Hernández. En ese mismo año, Hernández escribe el famoso poema Ad Ariam Montanum, Virum Praeclamrissimum Atque Doctissinum, expresando su angustia y protesta contra el rey.

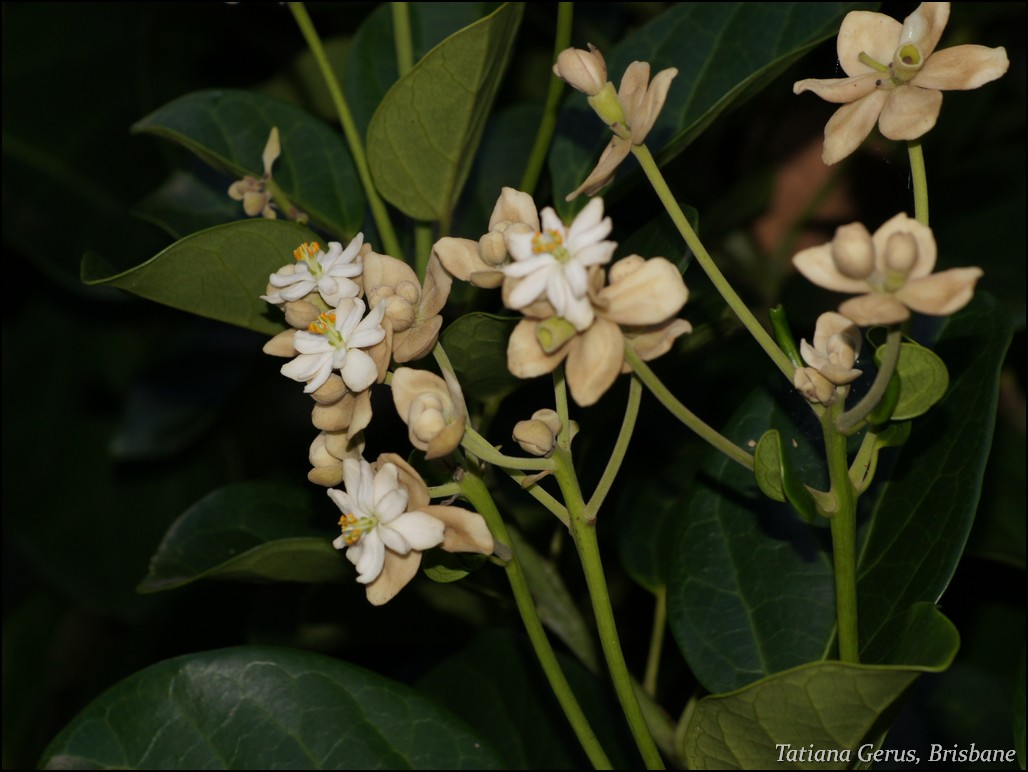
Hernandia, nombre de un género botánico puesto en honor a F. Hernández

- 1587 muere Francisco Hernández.

## Honores

### Eponimia
Ha sido homenajeado con el nombre del género botánico (Hernandiaceae) Hernandia L.

## Publicaciones

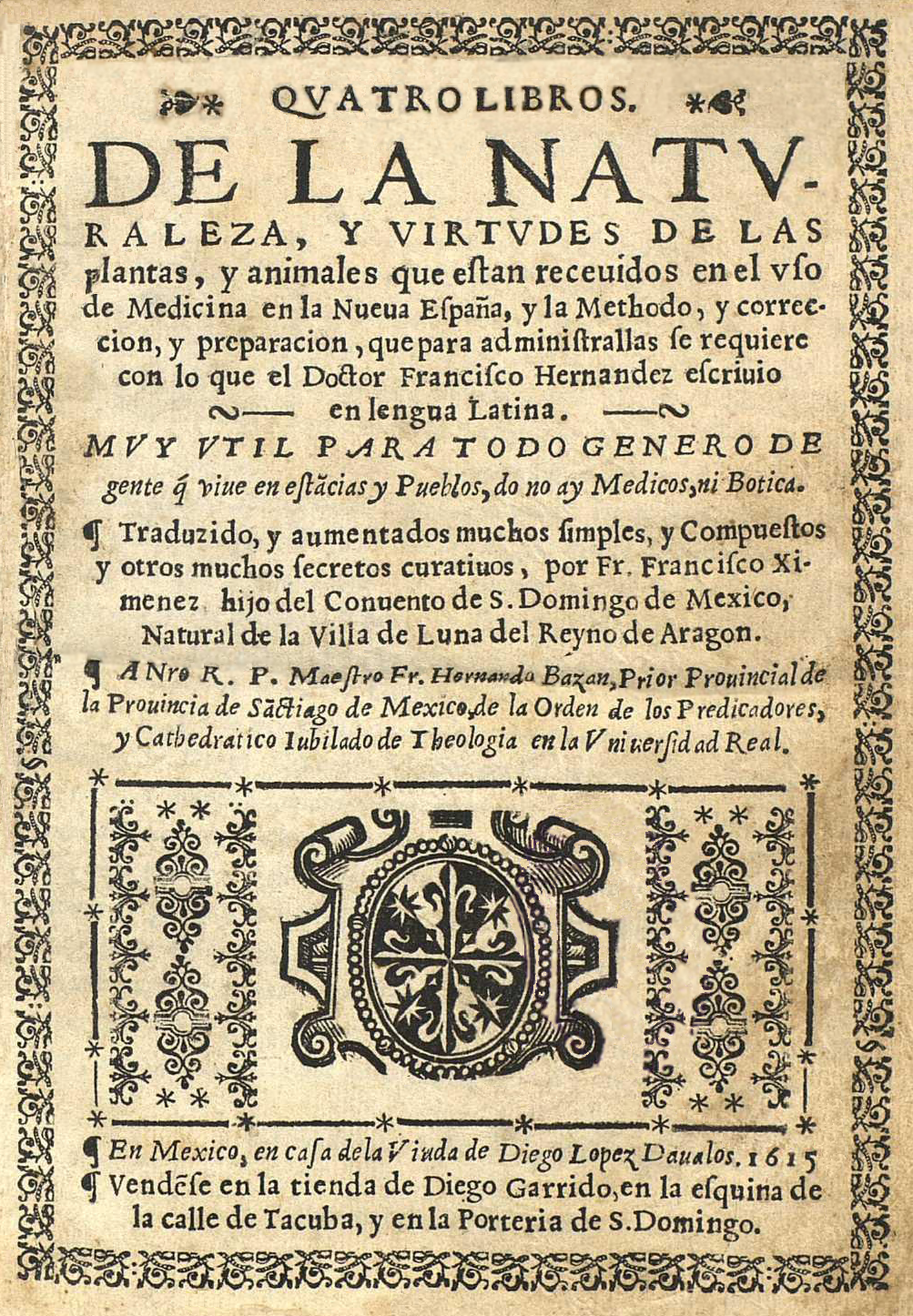
Portada de Quatro libros de la naturaleza y virtudes de las plantas y animales. México: 1615.

- Francisco Hernández. Quatro libros de la Naturaleza. México: Viuda de Diego López Davalos; 1615. Archivado el 15 de octubre de 2016 en Wayback Machine..[6]
  - Reproducción en facsímil electrónico, en Commons.
    - Reproducción facsimilar en PDF.
- Francisci Hernández. Rerum medicarum Novae Hispaniae Thesaurus, seu Plantarum, Animalium, Mineralium Mexicanorum Historia cum notis Joannis Terentii Lineæi. Roma: 1649.
- Casimiro Gómez Ortega. Francisci Hernandi, medici atque historici Philippi II, Hispan et Indiar. Regis, et totius novi orbis archiatri, opera: cum edita, tum inedita, ad autographi fidem et integritatem expressa, impensa et jussu regio (1790).
- Sus textos fueron traducidos al inglés, en 2000, con el título de The Mexican Treasury: The Writings of Dr. Francisco Hernández (Stanford University Press. xix + 281 pp.) por Rafael Chabrán, Cynthia L. Chamberlin & Simon Varey. El volumen se acompaña con Searching for the Secrets of Nature: The Life and Works of Dr. Francisco Hernández (Stanford University Press, 2000. xvi + 229 pp.), conteniendo comunicaciones sobre la vida y obra de Hernández.